# Pont Georges-Guingouin
Le pont Georges-Guingouin est le septième et dernier pont construit à franchir la Vienne sur la commune de Limoges.

## Histoire
L’idée du projet a commencé en 2000 et prévoit la création d’une voie de contournement ouest de la ville  de 4 km assurant une liaison sud avec l'autoroute A20, ainsi que la construction d'un pont enjambant la Vienne. La Communauté d'agglomération de Limoges Métropole a été le maître d'ouvrage. La conception du pont a été confiée au bureau d’étude Jean Muller International – Scetauroute – Michel Virlogeux – Charles Lavigne. Pont urbain, il assure le franchissement de la Vienne par les véhicules automobiles et les piétons. Le franchissement de la rivière se fait en une seule travée par deux arcs parallèles à deux articulations en pied.
Le pont a été inauguré en février 2006.
Cet ouvrage d’art de 175 m de long a nécessité l’utilisation de 7 000 tonnes de béton et de 1 000 tonnes d’acier. Il draine le flux de circulation venant de l’ouest vers l’axe nord-sud, l’A20. Le pont mis en service le 5 février 2006 et la liaison routière qui le prolonge permettent l’accès à l’A20 aux véhicules venant de la RN21 Limoges-Périgueux sans traverser la ville. Il facilite également les déplacements des habitants de l’agglomération Limoges Métropole en absorbant de 25.000 à 30.000 véhicules par jour, délestant ainsi les deux ouvrages du centre-ville et celui de l’A20,.

## Description
Le pont tire sa force de son élancement et de sa finesse par l’usage optimal du béton armé précontraint. « Les arcs sont traités en prenant soin des reprises de bétonnage et par l’emploi de coffrage fin. Les autres appuis, béquilles et pilettes, s’inscrivent dans la proportion géométrique des arcs et sont animés par un large joint creux vertical. » Son caractère est essentiellement urbain par sa forme de pont passerelle qui accueille également piétons et cyclistes.

## Origine du nom
Sans nom pendant presque 10 ans, les Limougeauds le nomment le plus souvent sous l’appellation de ‘nouveau pont’ ou  ‘pont du Clos-Moreau‘. Par plaisanterie, le 1er avril 2006 les Banturles et leur devise « jouir à perdre son temps » faisaient parler d'eux en baptisant symboliquement cette construction le Pont… Ticaud. Le 21 août 2015, le pont fut inauguré par le maire de Limoges Émile Roger Lombertie sous l’appellation du pont Georges Guingouin, en hommage au résistant et principal acteur de la libération de Limoges.

## Événement
Depuis 2006, il est le départ d’une course à pied, un semi-marathon de 21,4 km, et une boucle de 10,7 km, qui se déroulent tous les ans en octobre.
| Les deux arcs parallèles de franchissement de la Vienne                        |
| Les deux arcs parallèles de franchissement de la Vienne supportant le tablier. |

| L'accès piétons au tablier à partir de la berge                |
| L'accès piétons au tablier au nombre de 4 à partir des berges. |

| Une pile et la culée en terre armée.                        |
| Pile sur berge et sa culée avec soutènement en terre armée. |

| Une articulation en pied d'arc                     |
| Détail d'une articulation sur berge en pied d'arc. |

| Étaiement d'un arc en cours de construction           |
| Étaiement d'un arc en cours de construction 2003/2006 |